# Case of the Lost Sheep

Case of the Lost Sheep est un court métrage de la série Oswald le lapin chanceux, produit par le studio Robert Winkler Productions et sorti le 9 décembre 1935.

## Fiche technique
- Titre  : Case of the Lost Sheep
- Série : Oswald le lapin chanceux
- Réalisateur : Walter Lantz
- Scénario : Walter Lantz
- Producteur : Walter Lantz
- Production : Walter Lantz Productions
- Distributeur : Universal Pictures
- Date de sortie : 9 décembre 1935[1]
- Musique: James Dietrich
- Format d'image : Noir et Blanc
- Langue : (en)
- Pays :  États-Unis

## Commentaires
Ce film est le premier produit par Lantz en tant que studio indépendant sous contrat avec Universal et non plus comme studio interne.